# Street Moves
Street Moves è l'album di debutto del gruppo musicale eurodance olandese Twenty 4 Seven, inciso con la collaborazione di Captain Hollywood.
Dall'album, pubblicato nel 1990 dall'etichetta discografica BCM, sono stati estratti i fortunati singoli I Can't Stand It e Are You Dreaming?. La prima la si trova nella colonna sonora del cinepanettone Vacanze di Natale '90, (1990).

## Tracce
CD (BCM 4 005934 502473)
1. I Can't Stand It - 4:07 (Henning Reith, Ruud van Rijen)
2. Whom Do You Trust? - 5:37 (Ruud van Rijen)
3. In Your Eyes - 4:27 (Ruud van Rijen, Jaspers)
4. Are You Dreaming? - 4:56 (Ruud van Rijen, Jaspers, Charly Prick)
5. Help 'Em Understand - 4:01 (Ruud van Rijen, Jaspers)
6. Living in the Jungle - 4:33 (Tony Dawson Harrison, Ruud van Rijen, Jaspers)
7. You Can Make Me Feel Good - 4:03 (Ruud van Rijen, Jaspers, Charly Prick)
8. Show Me Your Love Tonight - 4:39 (Tony Dawson Harrison, Ruud van Rijen, Jaspers)
9. Find a Better Way - 3:57 (Ruud van Rijen, Jaspers)
10. I Can't Stand It (Bruce Forest Remix) - 3:35

## Classifiche
| Classifica (1990) | Posizione raggiunta |
| ----------------- | ------------------- |
| Svizzera          | 25                  |
| Svezia            | 50                  |